# Абатство Даунтон (фільм, 2019)
«Абатство Даунтон» (англ. Downton Abbey) — британський історичний драматичний фільм 2019 року. Знятий на основі популярного телесеріалу «Абатство Даунтон». Прем'єра відбулася 13 вересня 2019 року.

## Синопсис
Історія злетів і падінь сім'ї англійських аристократів Кроулі і їх слуг, які живуть в багатому родовому маєтку Даунтон. Життя панів і прислуги змінюється в результаті домашніх інтриг і фатальних потрясінь початку ХХ століття.

## У ролях
| Актор              | Роль             |
| ------------------ | ---------------- |
| Г'ю Бонневіль      | Роберт Кроулі    |
| Лора Кармайкл      | Едіт Пелгам      |
| Джим Картер        | Чарльз Карсон    |
| Ракель Кессіді     | Філліс Бакстер   |
| Брендан Койл       | Джон Бейтс       |
| Мішель Докері      | леді Мері Телбот |
| Джоан Фроггат      | Анна Бейтс       |
| Метью Гуд          | Генрі Телбот     |
| Гаррі Гадден-Патон | Герберт Пелгам   |
| Роб Джеймс-Кольєр  | Томас Барроу     |
| Аллен Ліч          | Томас Бренсон    |
| Філліс Логан       | Елзі Г'юз-Карсон |
| Елізабет Макговерн | Кора Кроулі      |
| Софі Макшера       | Дейзі Мейсон     |